# Anonymous Phillipines
Anonymous Philippines е група от хакери от Филипините. Групата е съставена от бивши членове на Golden Dragon и други, по-малки, групи от хакери.

## История
Anonymous Philippines е създадена през 2008 г. от студенти от университета в Сан Карлос, за борба с кибер тормоза и злоупотребите. В началото те се борят със злоупотребите на агенции на филипинския режим, но по-късно започват международна дейност по света, заедно с Anonymous International Group.

## Дейности
Групата е известна с хакването на компютърни мрежи и официални сайтове на компании и правителствени агенции, обвинени в злоупотреби и корупция. Групата също така има политическа връзка с различни въоръжени групировки във Филипините.
Anonymous Philippines е активна в различни градове във Филипините, особено в Себу и Манилския метрополитен.